# Кори Магети
Кори Антуан Магети (на английски: Corey Antoine Maggette) е американски професионален баскетболист. Играе 14 сезона в НБА на позицията леко крило. Висок е 198 см и тежи 102 кг. Работи като анализатор за Fox Sports.

## НБА

### Орландо Меджик (1999–2000)
Избран от Сиатъл Суперсоникс под номер 13 в драфта.

### Лос Анджелис Клипърс (2000 – 2008)
На 28 юни 2000 г., Магети е продаден заедно с Кийън Дулинг и Дерек Стронг, на ЛА Клипърс в замяна на Избор в първия кръг на драфт 2006. По време на кариерата си в Клипърс, Магети се утвърждава като твърд полузащитник и се превръща в многогодишен „голмайстор“ (средно над 15 точки на мач). Той става известен с отличния си висок отскок, както и със способността си да създава контакт, с който печели фаулове.
През 2001 г., Магети участва в традиционния Конкурс за забивки преди Мача на Звездите.
Притесняван от контузия на стъпалото, той пропуска голяма част от сезона 2005-06. До голяма степен благодарение на неговата работоспособност през сезон 2005/06, е най-доброто постижение в съвременната история на Клипърс. На 22 април 2006 г., след невероятна серия в първия кръг на плейофите, Магети помага на Клипърс да спечелят първия мач, побеждавайки Денвър Нъгетс. Два дни по-късно, отборът печели и втория мач в плейофите. На 1 май 2006 г. Клипърс побеждават Нъгетс в мач номер 5 и така печелят плейофна серия за първи път откакто се преместват от Бъфало в Лос Анджелис. В полуфиналите на Западната конференция, Клипърс се изправят срещу Финикс Сънс. В ключовия мач номер 6, Магети води Клипърс до победа със 118-106 над Сънс. Той влиза като резерва и вкарва 25 точки, като записва стрелба 7-от-8 от полето и 9-от-9 от наказателната линия (най-добра плейофна производителност в кариерата си).. Впоследствие Клипърс губят мач номер седем.
Магети ce утвърждава силно през сезон 2006-07, въпреки предполагаемата вражда с треньора Майк Дънлийви, старши. Магети има рекордна нощ срещу Лос Анджелис Лейкърс на 12 април 2007 г. Кори отбеляза 39 точки (рекорд в кариерата), за да превъзмогне дефицит от 17 точки и да осигури победата на Клипърс.
На 30 юни 2008 г., Магети се отказва от последната година в договора си с Клипърс и официално става свободен агент.

## Следващи години (2008 – 2013)
На 8 юни 2008 Асошиейтед прес съобщава, че Голдън Стейт Уориърс се договоря устно с Кори за 5 години със заплата от $ 50 милиона, сделката е официално оформена 2 дни по-късно.
На 22 юли 2010 г. Магети се мести в Милуоки Бъкс в замяна на Чарли Бел. На 28 януари 2011, той записва 29 точки и 11 борби (личен рекорд за сезона) при победата над Торонто Раптърс c 116-110.

### Окончателно отказване
Сезон 2013/14 е последният в кариерата на Кори Магети. Кори Магети изиграва последния си мач в НБА през октомври 2013 c отбора на Сан Антонио Спърс. В него той отбелязва 15 точки и е сменен под бурни аплодисменти на публиката.

## Рекорди в кариерата (в рамките на един мач)
- Точки: 39 – срещу ЛА Лейкърс (април 12, 2007)
- Наказателни удари – вкарани: 19 – (2 пъти)
- Наказателни удари – опити: 24 – срещу ЛА Лейкърс (12 април 2007)
- Борби: 19 – срещу Детройт Пистънс (8 ноември 2004)
  - Борби в нападение: 8 – срещу Хюстън Рокетс (8 март 2001)
  - Отбранителни борби: 17 – срещу Детройт Пистънс (8 ноември 2004)
- Асистенции: 9 – (2 пъти)
- Откраднати топки: 6 – срещу ЛА Лейкърс (16 декември 2007)
- Чадъри (Блокове): 2 – (11 пъти)
- Mинути: 49 – (2 пъти)
- Завършва кариерата си като лидер на ЛА Клипърс пo „наказателни удари“ (3122) и опити (3791).

## Обществен живот
Извън баскетболното игрище, Кори Магети работи с деца като член на All-Star екипа на Клипърс по четене. Неговата програма „Uh-oh Maggette-о Kids“ дава безплатни билети за мачове на Клипърс на стотици деца годишно. През 1999 г. той създава своя собствен лагер „Corey Maggette Flight 50 Basketball Camp“ и първоначално поканени 50 деца до първата година на лагер. След почти десетилетие, лагера взима над 600 деца всяка година и печели награда „Най-добър Camp Award NBA играча“ за усилията си. През юни 2006 г. той създава и „Corey Cares Фондация“ да служи и вдъхновява в общността на баскетбола и спорта. 
През 2007 г. Магети прави кратка поява в музикалния видеоклип за Drivin' Me Wild на Common. 